# 三仙湖镇
三仙湖镇，是中华人民共和国湖南省益阳市南县下辖的一个乡镇级行政单位。

## 行政区划
三仙湖镇下辖以下地区：
建设街社区、新民街社区、柴码头街社区、咸太村、长虹村、均和村、加庆村、太星村、飞跃村、兴洲村、胜利村、调蓄湖村、小洲村、石坝村、新联村、均丰村、陈子湖村、中奇村、利群村、上柴村、下柴村、常洲村、集伏村、万元村、贞和村、保伏村、长兴村、关帝庙村、渭育村和多福村。